# Jaime Ostos
Jaime Ostos Carmona (Écija, 8 de abril de 1931-Bogotá, 8 de enero de 2022) fue un torero español. Desarrolló su carrera como torero en los años 60 y 70. Salió en una ocasión por la puerta grande de Las Ventas.

## Biografía
Debutó con público en Écija el 1 de junio de 1952, junto con su paisano Bartolomé Jiménez Torres, con el que mantendría en los ruedos una gran rivalidad durante su época de novilleros, dividiendo a la afición de Écija y alrededores. Su debut con picadores se produce en Osuna el 5 de abril de 1953, también junto con Bartolomé, con novillos de Arturo Pérez Fernández.
Tomó la alternativa el 13 de octubre de 1956 en la plaza de toros de Zaragoza, siendo su padrino Miguel Báez "Litri", participando como testigo Antonio Ordóñez, con reses de Antonio Urquijo, corrida a la que asistió el gran aficionado Ernest Hemingway. Debutó en 1959 en la plaza de toros La Santamaría de Bogotá junto a  Pepe Cáceres y Antonio Ordoñez y a lo largo de los años posteriores fue protagonista de las ferias Cali, Manizales, Bogotá y Medellín. Confirmó su alternativa en Las Ventas el 17 de mayo de 1958, apadrinándolo Antonio Bienvenida y Gregorio Sánchez de testigo. En 1959 obtuvo el Trofeo Manolete de Córdoba. En 1962 salió por única vez por la puerta grande de Las Ventas. Ese año lideró el escalafón taurino junto con Diego Puerta, con 79 corridas, siendo este el mejor año de toda su carrera. Durante su carrera sufrió veinticinco cornadas. Considerado un torero valiente y de muy buena técnica, el manejo la muleta y la espada y la suerte suprema fueron sus mejores virtudes. El 17 de julio de 1963 en la plaza de toros de Tarazona sufrió una grave cogida propiciada por el toro Nevado de la ganadería de Hermanos Ramos Marías que le destrozó la vena ilíaca. Fue dado por muerto y llegaron a administrarle la extremaunción. Se salvó gracias a más de diez litros de transfusiones sanguíneas y el empeño personal de Ángel Peralta y dos médicos locales. El suceso tuvo una gran repercusión social en la época. Tardó un año y medio en recuperarse y reapareció en la plaza de toros de Nimes. El 19 de diciembre de 1965 se confirmó en Plaza México ante Manuel Capetillo y Manolo Espinosa "Armillita", con toros de Santacilia, donde actuó tres veces en su carrera. El 1 de octubre de 1967 se le condecoró con la Orden Civil de la Beneficencia en ruedo de La Maestranza de Sevilla durante la Feria de San Miguel. En 1974 anunció su retirada de los ruedos, participando en años posteriores en varios festejos benéficos. 
En 1978 impulsó junto a Paco Corpas la creación de la Asociación de Matadores de Toros, Novilleros y Rejoneadores para defender los intereses de los profesionales taurinos. Su último festejo de luces tuvo lugar en Écija en la tarde del 12 de octubre de 1980 en la que cortó cuatro orejas y dos rabos y mató los dos toros de dos grandiosos volapiés con corte de coleta incluido al término de la corrida. El 23 de marzo de 2003 en Écija tuvo lugar su última aparición en los ruedos, donde se le ofreció un homenaje y se inauguró un monumento en su honor En 2005 dirigió y promovió la escuela taurina de Guadalajara. Falleció el 8 de enero de 2022, de un infarto agudo de miocardio, en la Clínica El Country de Bogotá, donde fue incinerado. Sus cenizas fueron repatriadas a España.

## Vida privada
Contrajo matrimonio en la Basílica de La Macarena, el 21 de octubre de 1960, con la baenense María del Consuelo Alcalá Rubio (Sevilla, 14/12/1943), licenciada en Derecho, siendo fruto de este matrimonio dos hijos, María Gabriela (1962) y Jaime (1964). Se separaron en 1969, obteniendo la nulidad eclesiástica del mismo. Posteriormente, el diestro mantuvo una relación sentimental de varios años con la actriz Lita Trujillo Korpa, viuda del militar dominicano Ramfis Trujillo. A lo largo de los años la prensa rosa se hizo eco de la vida sentimental, familiar y social del torero. Se casó en segundas nupcias el 6 de marzo de 1987, con la neumóloga María de los Ángeles Grajal López, ya teniendo la pareja a su hijo Jacobo (1984). En julio de 2014, tras obtener Grajal la nulidad de su anterior matrimonio, se casaron por la Iglesia en Villaviciosa de Odón. Tuvo otra hija, de una relación extramatrimonial con Aurora Díaz Cano, Gisella Ostos Díaz (1993).

## Tributos
- Glorieta y monumento con su nombre en Écija.